# Marcy (Nowy Jork)
Marcy – miasto w Stanach Zjednoczonych, w stanie Nowy Jork, w hrabstwie Oneida.